# 李雲 (弘治進士)
李雲（1471年—1514年），字自石，江西廣信府貴溪縣人，明朝政治人物。

## 生平
弘治五年（1492年）壬子科江西鄉試第四十五名舉人，弘治十二年（1499年）成進士，獲授池州推官，政績優異。正德二年（1507年），陞授陝西道試監察御史，巡按蘇松常鎮時官員不敢冒犯，到八年（1513年）因位丟失用印降為泉州推官，不久去世。

## 家族
曾祖李宗禮，阴阳训术；祖李昭，知州；父李元。母江氏。严侍下。弟李需。

## 引用
1. 1 2  同治《貴溪縣志·卷八·人物》：李雲，字自石，自建昌石氏徙家貴溪，因字之以見志，舉宏治乙未【己未】，授池州府推官有異政，召為侍御史出巡蘇松常鎮，所部肅然不敢犯，尋謫節推泉州卒。 舊志
2. ↑  同治《貴溪縣志·卷七·選舉》：進士……宏治十二年己未倫文敘榜……李雲 由御史巡按蘇松，見列傳……舉人……宏治五年壬子科……李雲 字自石，花門樓人，見進士
3. ↑  《明武宗毅皇帝實錄·卷二十七》：（正德二年六月）丙申授知縣舒晟、張羽、冼光、洪範、吳祺、羅縉、嚴紘、田墀、仇惠、王璠、謝琛，推官馮顯、林季瓊、李雲、賀泰為試監察御史，晟浙江道，羽江西道，顯、季瓊河南道，光、雲陝西道，範、祺雲南道，縉湖廣道，紘山西道，泰廣東道，墀廣西道，惠貴州道，璠山東道，琛南京福建道。
4. ↑  《明武宗毅皇帝實錄·卷九十九》：（正德八年四月）調監察御史李雲為泉州府推官，雲廵按蘓松以題本失用印，遣官校繫治獄具調外任，自劉瑾既誅，官校鮮出，至是復開端云。
5. ↑  乾隆《廣信府志·卷十七·人物》：李雲，字自石，自建昌石氏徙家貴溪，因字之以見志，舉宏治乙未【己未】，授池州府推官有異政，召為侍御史出巡蘇松常鎮，所部肅然不敢犯，尋謫節推泉州卒。 人物志
6. ↑  龚延明主编 (编). . 宁波: 宁波出版社. 2016. ISBN 978-7-5526-2320-8. 《天一閣藏明代科舉錄選刊.登科錄》之《弘治十二年己未科進士登科錄》